# Школа при монастыре Святой Терезы
Колледж Святой Терезы  (кат. Collegi de las Teresianes ) — школа при монастыре Святой Терезы, специальное учебное заведение для девушек, специализировавшееся на подготовительном обучении монахинь. Здание построено в 1888—1894 годах в Барселоне архитектором Антони Гауди. Одна из главных достопримечательностей каталонской столицы. Колледж Святой Терезы располагается на улице Ganduxer, 85.

## История
Идея строительства колледжа принадлежала Энрико-де-Осси, основателю монашеского Ордена Святой Терезы д’Авила. Первым автором проекта считается Хуан Б.Понс Трабаль. Но в 1888 году по просьбе Энрико-де-Осси управление на продолжение уже начатого строительства берёт на себя Антонио Гауди, который был вынужден работать по чужому проекту в условиях жёсткой ограниченности сметы и постоянного контроля со стороны заказчика. Также от Гауди потребовали сдержанности и скромности в постройке сооружения, поэтому пришлось отказаться от большинства декоративных изысков. Более того архитектор был вынужден постоянно согласовывать свои идеи с заказчиком, следуя строгим готическим традициям. Но несмотря на давольно стеснённые условия Гауди сумел исполнить все указания Энрико-де-Осси и заодно воплотить свой замысел и неповторимый стиль. Школа Святой Терезы является непревзойдённым шедевром Антонио Гауди. В 1969 году школа Святой Терезы была объявлена памятником архитектуры национального значения.

## Архитектура
Путём изменения поэтажных конструкций, из простой и грубоватой формы вытянутого прямоугольника в основании, Гауди удаётся преобразовать первоначальный проект в монументальное и величественное здание. Длинный коридор в центральной части подвала Гауди преобразовывает в открытое пространство первого этажа. Этот, освещённый солнцем, внутренний дворик, состоит из семи прямоугольников и закрыт со стороны внутреннего коридора, но открыт со стороны внешнего. Существует предположение, что такое коструктивное решение выбрано Гауди под влиянием известной книги Терезы Авильской «Внутренний замок», в которой описание семи ступеней духовного поиска ассоциируются с архитектурой семи обителей.
Вместо внутренних продольных стен Гауди применил ажурные параболические арки, которые визуально как бы уходят вдаль и разгружают тяжеловесность всего строения. Арки, выбелены белым гипсом и залиты светом, поступающим из внутреннего двора так, что прямые лучи преломляясь способствуют мягкому рассеянному освещению. Этот эффект внутренней подсветки создаёт атмосферу чистоты, спокойствия и одухотворенности. Стилевое арочное решение присутствует и в очертаниях портика, где рядом с традиционными окнами встречаются заострённые проёмы. Основным строительным материалом для строительства был выбран кирпич, который при своей невысокой стоимости, позволял широко использовать его для создания декоративных элементов, не неся при этом дополнительных расходов. Школа Святой Терезы является первым сооружением, где Гауди использовал церковную символику. По периметру кровли на линии кирпичных зубцов были помещены элементы, напоминающие очертания докторской шапочки патронессы церковной школы Святой Терезы Авильской, которые были удалены с фасада в 1936 году. Так же на фасаде размещены священные изречения и изображение герба Ордена Святой Терезы при входе, ограждённом кованой решёткой. Анаграммы Христа на обливных керамических плитках обозначены не менее полутора сотен раз. Одним из украшений можно отметить кованые ворота, предваряющие параболическую арку входа. Макет ворот был выполнен самим Гауди в свинце, и потом воспроизведен в металле в кузнечных мастерских Жоана Оньоса, с которым Гауди сотрудничал на протяжении долгогих лет. Гауди облагородил также прилегающую к школе территорию, разбив на ней прекрасный сад с соснамии пальмами, дорожками и каменными скамьями. В настоящее здание школы служит центром начального и среднего образования. А сам церковный комплекс монашеского Ордена является любимым местом туристов со всего мира.

## Интерьер
В 1938 году, во время Испанской гражданской войны, школу Святой Терезы захватили и разграбили, сожгли почти всю мебель и оригинальные чертежи зданий.